# Kaunerberger Hangkanal

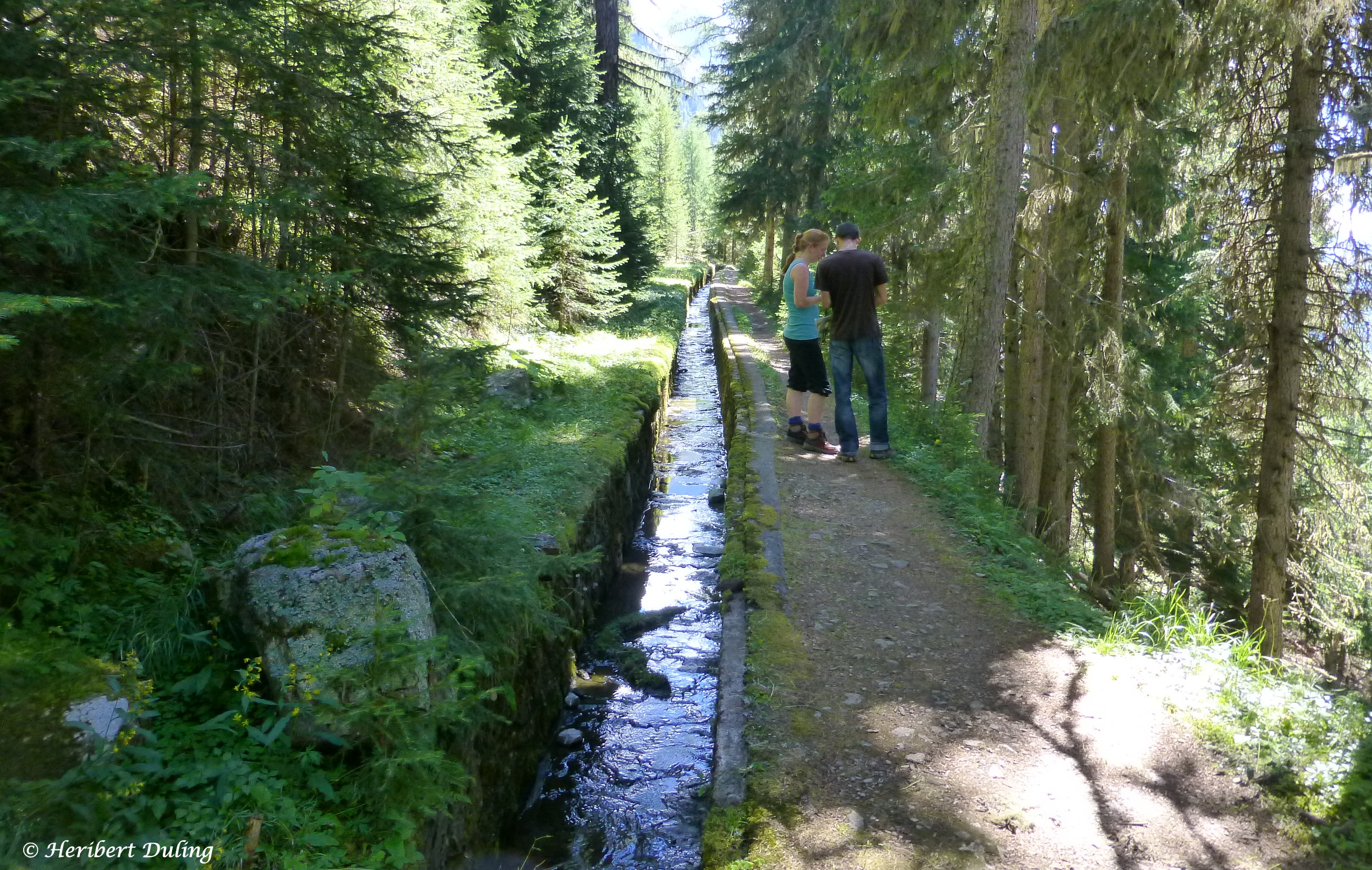
Teilstrecke

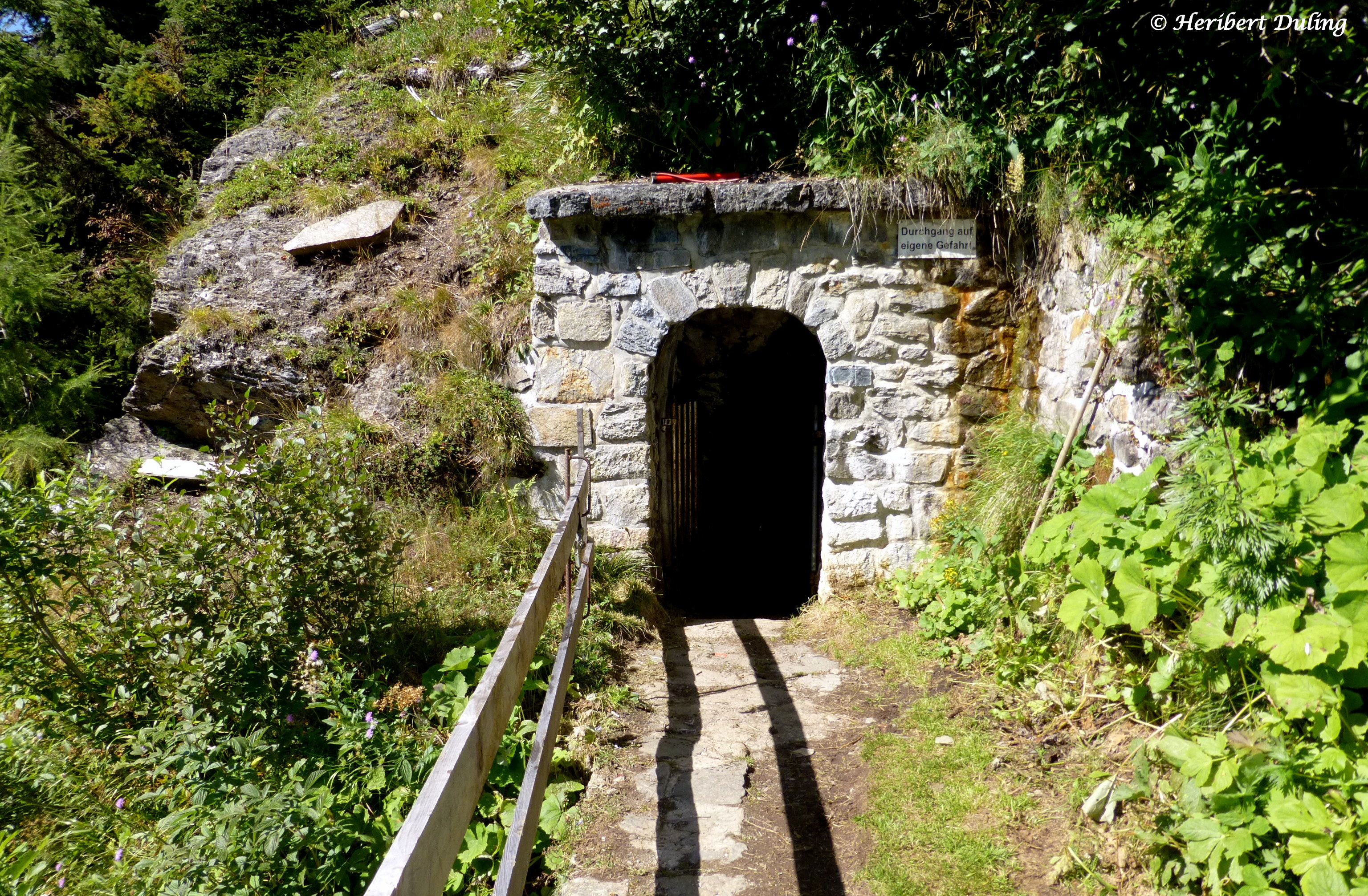
Oberer Zugang Gallruttstollen

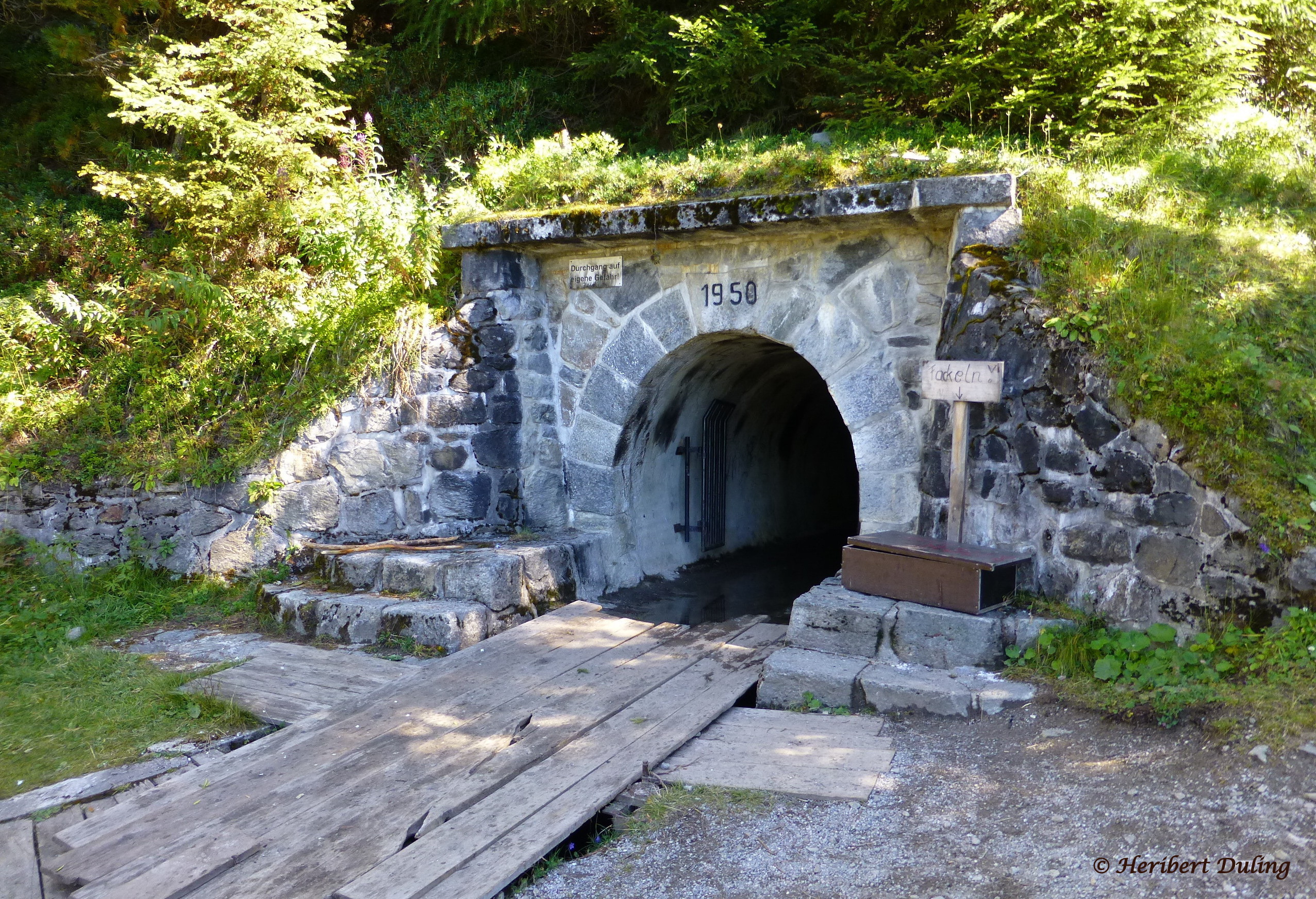
Unterer Ausgang Gallruttstollen

Der Kaunerberger Hangkanal ist ein Waal im Kaunertal. Er ist in seiner Art einzigartig in Tirol.

## Der Kanal
Gebaut wurde der Hangkanal, der auch Kaunertaler Wasserweg genannt wird, 1947 im Zuge des Wiederaufbauprogrammes, das im Marshallplan festgehalten wurde. Die Bauarbeiten konnten 1954 beendet werden.
Die Länge des Kanals beläuft sich auf 20 Kilometer. Er überwindet 1450 Höhenmeter.
Der Kanal wurde gebaut, um die talwärts liegenden Dörfer Kauns und Kaunerberg mit Wasser für die Landwirtschaft versorgen zu können. Das Tiroler Oberland gehört zu den inneralpinen Trockengebieten. Erst das Bewässern der trockenen Gebiete sicherte den Siedlern den Lebensunterhalt. Das Wasser für den Kanal wird aus dem Gallruttbach (einem Zufluss des Faggenbachs) gefasst.
Das Bundesministerium für Nachhaltigkeit und Tourismus (BMNT) hat einen Lehrpfad über 7 km eingerichtet. Touristen und Interessierte können hier die Geschichte des Hangkanals kennenlernen.
Eine Besonderheit des Kaunerberger Hangkanals ist der 996 m lange Gallruttstollen. Dieser kann bei Niederwasser begangen werden.